# Dúbrava (Žilina)
Dúbrava é um município da Eslováquia, situado no distrito de Liptovský Mikuláš, na região de Žilina. Tem 23,21 km² de área e sua população em 2018 foi estimada em 1.219 habitantes.

## Demografia
| Ano:        | 1994 | 2004   | 2014   | 2024   |
| ----------- | ---- | ------ | ------ | ------ |
| Broj ljudi: | 1373 | 1294   | 1246   | 1192   |
| Razlika:    |      | -5,75% | -3,70% | -4,33% |

| Ano:               | 2023 | 2024 |
| ------------------ | ---- | ---- |
| Número de pessoas: | 1192 | 1192 |
| Diferença:         |      | +0%  |